# Луо
Луо, рибарски народ из групе Нилота насељен у близини језера Викторија у западној Кенији и северној Танзанији. Луо са преко 3.000.000 припадника чине 3. по величини етничку групу Кеније, одмах након Кикујуа и Луја. Њихов истоимени језик члан је јужне подгрупе луо језика.
Уз риболов Луо се баве и узгојем стоке и пољопривредом, а неки су отишли у потрази за послом у суседне крајеве источне Африке. 
Традиционално свака Луо група је аутономна политичка јединица контролисана кроз доминантно племе или лозу и део је веће територијалне јединице, унутар које међусобно сарађују, Поглавице немају. 
Постоји вера у врховно биће које називају Нyаси или Нyасаyе. Доласком 21. века многи постају хришћани, а има и нешто муслимана. 
Свакако је најпознатија особа која има порекло из овог племена Барак Обама, рођен у Хонолулу, чија бака Сара Хусеин Обама и данас живи у луоском селу Нyангома Когало код обале језера Викторија.